# Paramonoxenus tuberculatus
Paramonoxenus tuberculatus – gatunek chrząszcza z rodziny kózkowatych i podrodziny zgrzypikowych. Jedyny przedstawiciel rodzaju Paramonoxenus.

## Zasięg występowania
Gatunek ten występuje w Afryce Środkowej, notwany w Gwinei Równikowej.